# Ademir Marques de Menezes
Ademir Marques de Menezes, beter bekend als Ademir, (Recife, 8 november 1922 – Rio de Janeiro, 11 mei 1996) was een Braziliaanse voetballer.
Hij begon zijn carrière bij Sport Club do Recife. Nadien speelde hij voor Vasco da Gama en Fluminense. Met beide clubs won hij onder meer het kampioenschap van Rio de Janeiro.
Ademir speelde oorspronkelijk als linksbuiten voor Vasco da Gama en de nationale ploeg, maar toen de Braziliaanse bondscoach hem als linksbinnen opstelde - naast Jair da Rosa Pinto en Zizinho - presteerde hij dusdanig dat hij daarmee de Gouden Schoen verdiende.
Hij speelde 39 interlands voor Brazilië en scoorde daarin 32 goals.

## Erelijst
- Landskampioen van Brazilië: 1945, 1946, 1947, 1949, 1950, 1952